# Sainte-Céronne-lès-Mortagne
Sainte-Céronne-lès-Mortagne é uma comuna francesa na região administrativa da Normandia, no departamento Orne. Estende-se por uma área de 12,68 km². Em 2010 a comuna tinha 253 habitantes (densidade: 20 hab./km²).